# Svilajnac
Svilajnac (Servisch: Свилајнац) is een gemeente in het Servische district Pomoravlje.
Svilajnac telt 25.511 inwoners (2002). De oppervlakte bedraagt 326 km², de bevolkingsdichtheid is 78,3 inwoners per km².

## Plaatsen in de gemeente
| - Bobovo - Bresje - Vojska - Vrlane - Gložane - Grabovac - Dublje | - Dubnica - Đurinac - Kupinovac - Kušiljevo - Lukovica - Mačevac - Proštinac | - Radošin - Roanda - Roćevac - Sedlare - Subotica - Troponje - Crkvenac |